# José Francisco Alves Barbosa de Bettencourt
José Francisco Alves Barbosa de Bettencourt (Angra do Heroísmo, 19 de fevereiro de 1861 — Lisboa, 23 de fevereiro de 1931) foi licenciado em Engenharia Civil e com o Curso Superior de Letras. Dedicou-se ao ensino liceal, sendo autor de numerosas obras de carácter didáctico sobre literatura portuguesa e sobre geografia, algumas das quais, adoptadas como manual escolar, tiveram múltiplas edições.

## Biografia
Nasceu em Angra do Heroísmo, filho de João Aurélio de Bettencourt, oficial do Exército Português, ao tempo do nascimento tenente no Castelo de São João Baptista do Monte Brasil, natural da Sé, Angra do Heroísmo, e de sua mulher Carlota Amélia Barbosa, natural da freguesia de Santa Luzia da mesma cidade.
Licenciou-se em Engenharia Civil, tendo trabalhado nos serviços de obras públicas de Beja, Viseu, Évora e Santarém. Transitou depois para a Companhia dos Caminhos de Ferro Portugueses, onde foi o engenheiro responsável pelo projecto da linha de caminho de ferro entre Santa Comba Dão e Viseu. Foi depois colocado na Direcção Geral do Comércio e Indústria, em Lisboa. Em 1896 entrou para o magistério liceal, depois de ter concluído o Curso Superior de Letras, passando a leccionar a disciplina de Português no Liceu de D. João de Castro de Lisboa, depois de ter passado pelo Liceu Camões e Liceu de Santarém. Publicou vários trabalhos destinados ao uso dos alunos das escolas.
Concluiu o curso de três anos da língua e literatura sânscrita, védica e clássica.

## Obras publicadas
Entre as suas obras com maior sucesso contam-se:
- Leituras Portuguesas, para a 1.ª, 2.ª e 3.ª classe (programa de 1905);
- Geografia, 2.ª classe (programa de 1895);
- Trechos escolhidos de autores portugueses, para a 4.ª e 5.ª classes;
- Subsídios para a leitura dos Lusíadas, 1904;
- Portugal (texto do volume respetivo do Atlas Geográfico Ibero-Americano – Barcelona, 1905);
- Leituras Portuguesas, para a 1.ª e 2.ª classe e para a 3.ª, 4.ª e 5.ª (programa de 1919);
- História Contemporânea da Literatura Portuguesa, 1923.